# 市田一貫
市田 一貫（いちだ かづつら、1899年（明治32年）11月14日 - 1942年（昭和17年）4月25日）は、大日本帝国陸軍軍人。最終階級は陸軍少将。

## 経歴
広島県出身。1921年（大正10年）7月、陸軍士官学校第33期卒業。1928年（昭和3年）陸軍大学校第40期卒業。
1941年（昭和16年）3月、支那派遣軍参謀となり、支那事変に出動する。同年7月、北部軍参謀に転じ、翌8月、陸軍大佐に進み、11月には参謀本部船舶課長に補された。大東亜戦争では緒戦の船舶調整に尽瘁したが、1942年（昭和17年）4月25日に墜死し、陸軍少将に没後特進した。墓所は多磨霊園。